# Africaleurodes indicus
Africaleurodes indicus es un hemíptero de la familia Aleyrodidae, subfamilia Aleyrodinae.
Fue descrita científicamente en 1993 por Regu & David.